# سایرن‌ها (آلبوم می جیلر)
سایرن‌ها (به انگلیسی: Sirens) یک آلبوم آزمایشی و منتشر نشده از خواننده و ترانه‌نویس اهل ایالات متحده آمریکا لانا دل ری با نام مستعار می جیلر است. این اثر در سال ۲۰۰۶ میلادی ضبط شده‌است. آلبوم به‌طور کلی در مه ۲۰۱۲ ازطریق یوتیوب فاش شد.